# Retropolis
A Retropolis a svéd The Flower Kings második stúdiólemeze, mely 1996-ban került kiadásra az InsideOut Music által. Az albumborítót a Metropolis című film ihlette.

## Számok
1. Rhythm of Life – 0:32
2. Retropolis – 11:07
3. Rhythm of the Sea – 6:12
4. There Is More to This World – 10:15
5. Romancing the City – 0:57
6. The Melting Pot – 5:45
7. Silent Sorrow – 7:42
8. The Judas Kiss – 7:43
9. Retropolis By Night – 3:18
10. Flora Majora – 6:50
11. The Road Back Home – 8:55

## Közreműködő zenészek
- Roine Stolt - ének, gitár, basszusgitár, szintetizátor
- Tomas Bodin - billentyűs hangszerek
- Michael Stolt - basszusgitár
- Jaime Salazar - dob
- Hans Bruniusson - ütőhangszerek
- Hans Fröberg - ének
- Ulf Wallander - szaxofon